# محله قدیمی آلاشت
محله قدیمی آلاشت مربوط به دوره پهلوی است و در شهرستان سواد کوه، بخش مرکزی، روستای آلاشت واقع شده و این اثر در تاریخ ۱۹ تیر ۱۳۴۸ با شمارهٔ ثبت ۸۶۷ به‌عنوان یکی از آثار ملی ایران به ثبت رسیده است.